# Marion Reiser (Politikwissenschaftlerin)
Marion Reiser (* 1975) ist eine deutsche Politikwissenschaftlerin.

## Leben
Von 1998 bis 1999 studierte sie Politics and European Social Studies an der University of the West of England mit Abschluss als BA und von 1996 bis 2001 Sozialwissenschaften mit den Fächern Politikwissenschaft und Kommunikationswissenschaft an der Georg-August-Universität Göttingen mit Abschluss als Diplom-Sozialwirtin. Von 2001 bis 2004 war sie Promotionsstipendiatin der Nachwuchsgruppe Politik als Beruf am Zentrum für Europa- und Nordamerika-Studien in Göttingen. Nach der Promotion 2005 zur Dr. disc. pol. an der Sozialwissenschaftlichen Fakultät der Georg-August-Universität Göttingen (summa cum laude) war sie 2012 Gastwissenschaftlerin am Center for Voting and Parties, Department of Political Science an der Universität Kopenhagen. Von 2004 bis 2008 war sie wissenschaftliche Koordinatorin des Teilprojekts A6 Kommunale Wählergemeinschaften als kommunalpolitische Akteure in Ost- und Westdeutschland des SFB 580 Gesellschaftliche Entwicklungen nach dem Systemumbruch. Diskontinuität, Tradition und Strukturbildung am Institut für Politikwissenschaft der Martin-Luther-Universität Halle-Wittenberg. Von 2008 bis 2014 war sie wissenschaftliche Mitarbeiterin am Institut für Politikwissenschaft in Frankfurt am Main 2013 war sie Gastwissenschaftlerin am Institute of Local Government Studies der University of Birmingham. Von 2013 bis 2014 vertrat sie eine Professur für Regierungslehre am Institut für Politikwissenschaft an der Universität Hamburg. Nach der Habilitation 2014 im Fach Politikwissenschaft am Fachbereich Gesellschaftswissenschaften der Goethe-Universität war sie 2014 Vertretungsprofessorin (cum spe) am Institut für Politikwissenschaft der Leuphana Universität Lüneburg. 2015 war sie Gastwissenschaftlerin am Institut für Politikwissenschaft der Universität Oslo. Von 2014 bis 2018 war sie Universitätsprofessorin für das Politische System der BRD und der EU am Institut für Politikwissenschaft und am Zentrum für Demokratieforschung in Lüneburg. Seit 2018 ist sie Inhaberin des Lehrstuhls Politisches System der Bundesrepublik Deutschland an der Universität Jena.
Ihre Forschungsschwerpunkte sind politische Soziologie, Parteienforschung, Elitenforschung, Parlamentsforschung und regionale und lokale Politikforschung.

## Schriften (Auswahl)
- Zwischen Ehrenamt und Berufspolitik. Professionalisierung der Kommunalpolitik in deutschen Großstädten. Wiesbaden 2006, ISBN 3-531-14963-6.
- als Herausgeberin mit Katja Pähle: Lokale politische Eliten und Fragen der Legitimation. Baden-Baden 2007, ISBN 3-8329-3076-0.
- als Herausgeberin mit Dorothée de Nève und Kai-Uwe Schnapp: Herausforderung – Akteur – Reaktion. Diskontinuierlicher sozialer Wandel aus theoretischer und empirischer Perspektive. Baden-Baden 2007, ISBN 3-8329-3013-2.
- mit Everhard Holtmann und Christian Rademacher: Kommunalpolitik. Eine Einführung. Wiesbaden 2017, ISBN 3-531-14799-4.